# Montes di Teti
Segue una lista dei montes presenti sulla superficie di Teti. La nomenclatura di Teti è regolata dall'Unione Astronomica Internazionale; la lista contiene solo formazioni esogeologiche ufficialmente riconosciute da tale istituzione.
I montes di Teti portano i nomi di personaggi e luoghi legati all'Odissea, poema epico di Omero.

## Prospetto
| Mons           | Eponimo                                                                      | Latitudine | Longitudine | Diametro |
| -------------- | ---------------------------------------------------------------------------- | ---------- | ----------- | -------- |
| Scheria Montes | Scheria - L'isola abitata dai Feaci su cui approda Ulisse dopo il naufragio. | 30° N      | 131° W      | 185 km   |